# Ингвар (конунг Гардарики)
Ингвар (Ingvarr) — легендарный конунг в Гардах (Гардарики), правивший в Альдейгьюборге (Старая Ладога) согласно Саге о Стурлауге Трудолюбивом. По одной из версий отождествляется с русским князем Игорем Рюриковичем.

## Сюжеты саги, связанные с конунгом Ингваром
Согласно саге конунг Ингвар правил в Ладоге, был мудрым человеком и большим хёвдингом. У него была одна дочь Ингибьёрг, красивая, умная и умела хорошо врачевать. К ней сватались многие, в том числе один из героев саги — Франмар, побратим Стурлауга. Несмотря на благосклонность Ингибьёрг к Франмару она не решается выбрать его в мужья, из-за препонов со стороны других претендентов (Снэколь и Хвитсерк).
За поддержкой Франмар обращается в Швецию к побратиму Стурлаугу, который собирает 300 кораблей и они идут войной в Гардарики. Когда Франмар и Стурлауг уже вторглись в страну и начали разорять владения Ингвара, Снэколь и Хвитсерк собирают свои силы, объединяются с Ингваром и выступают против пришельцев. Решающая битва продолжалась три дня с большими потерями, а когда пали Ингвар и Снэколь, Хвитсерк бежал со своими людьми.
После этого Стурлауг без боя занимает Альдейгьюборг, который передаёт Франмару вместе с титулом конунга и всеми владениями погибшего Ингвара. Франмар женится на Ингибьёрг, а Стурлауг возвращается в Швецию. От Франмара и Ингибьёрг, согласно саге, произошёл большой род и множество знатных людей.

## Отождествление с Игорем Рюриковичем
Исследователи отмечали, что саге современниками героев упомянуты некоторые исторические лица, что позволяет предположительно датировать время действия примерно второй половиной IX века. Высказывались мнения, и в частности скандинавист Е. А. Мельниковой, что конунг Ингвар может соответствовать историческому русскому князю Игорю. Однако, как отмечала скандинавист Т. Н. Джаксон, никаких оснований, кроме сходства имён, для таких отождествлений нет. Кроме того, в саге упомянут современник уже немолодого Ингвара — Хвитсерк, вероятно тождественный легендарному Хвитсерку, сыну Рагнара Лодброка, что приближает условную датировку событий к середине IX века и хронологически ещё дальше от времени исторического Игоря.